# Lista de esculturas no Jardim da Luz
A lista de esculturas no Jardim da Luz reúne o conjunto escultórico no Jardim da Luz, em São Paulo. O espaço de 113 mil metros quadrados é considerado o primeiro espaço de lazer da cidade e conta com dezenas de esculturas, sendo que 32 são do acervo da Pinacoteca do Estado. Há obras, entre outros, de Victor Brecheret, Amílcar de Castro e León Ferrari.
| Imagem | Título                                                                             | Criador                      | Ano de fundação   | Material                               | Categoria no Commons                                                               | Identificador de monumento                  | Identificador de escultura |
| ------ | ---------------------------------------------------------------------------------- | ---------------------------- | ----------------- | -------------------------------------- | ---------------------------------------------------------------------------------- | ------------------------------------------- | -------------------------- |
|        | Botão de Rosa, Carneiro, Cisne, Flor Redonda, Papoula, Pássaro Imaginário e Tulipa | Odette Eid                   |                   | alumínio                               | Botão de Rosa, Carneiro, Cisne, Flor Redonda, Papoula, Pássaro Imaginário e Tulipa | botao_de_rosa_flor_                         |                            |
|        | Carregadora de Perfume                                                             | Victor Brecheret             | 1998              | bronze                                 | Carregadora de Perfume                                                             | portadora_de_perfume                        | 53                         |
|        | Chafariz (Delfins)                                                                 |                              |                   | mármore                                | Chafariz (Delfins)                                                                 | chafariz_dos_delfins                        |                            |
|        | Colar                                                                              | Lygia Reinach                | 2000              | cerâmica                               | Colar (Jardim da Luz)                                                              | colar                                       |                            |
|        | Craca                                                                              | Nuno Ramos                   |                   |                                        | Craca (Jardim da Luz)                                                              | craca                                       |                            |
|        | Diana                                                                              |                              |                   | bronze                                 | Diana (Jardim da Luz)                                                              | diana                                       |                            |
|        | Encontro e desencontro                                                             | Arcangelo Ianelli            | 2002              | mármore                                | Encontro e Desencontro                                                             | titulo_encontro_e_desencontro               | 617                        |
|        | Escultura 1                                                                        |                              |                   | mármore alvenaria                      |                                                                                    | escultura_1 escultura_3 escultura_2         |                            |
|        | Escultura 4                                                                        |                              |                   | mármore alvenaria                      |                                                                                    | escultura_4                                 |                            |
|        | Escultura Lúdica                                                                   | León Ferrari                 |                   | aço madeira                            |                                                                                    | escultura_ludica                            |                            |
|        | Espaço vibração                                                                    | Yutaka Toyota                |                   | aço betão                              | Espaço Vibração                                                                    | espaco_vibracao                             |                            |
|        | Figura Heráldica                                                                   | Liuba Wolf                   |                   | bronze                                 | Figura Heráldica (Jardim da Luz)                                                   | figura_heraldica                            |                            |
|        | Fita amarela                                                                       | Franz Weissmann              |                   | ferro                                  |                                                                                    | fita_amarela                                |                            |
|        | Fita vermelha                                                                      | Franz Weissmann              |                   | ferro                                  | Fita Vermelha (Jardim da Luz)                                                      | fita_vermelha                               |                            |
|        | Fóssil                                                                             | Sonia von Brüsky             |                   | granito                                | Fóssil (Jardim da Luz)                                                             | fossil                                      |                            |
|        | Garfo                                                                              | Ana Maria Tavares            |                   | aço poliuretano                        |                                                                                    | garfo                                       |                            |
|        | Homem Pássaro                                                                      | Nicolas Vlavianos            |                   | aço                                    | Homem Pássaro (Jardim da Luz)                                                      | homem_passaro                               |                            |
|        | Impossível                                                                         | Maria Martins                |                   | bronze                                 |                                                                                    | impossivel                                  |                            |
|        | Luíza                                                                              | Sonia Ebling                 |                   | bronze                                 | Luiza (Jardim da Luz)                                                              | luiza                                       |                            |
|        | Monumento a Giuseppe Garibaldi                                                     | Emilio Gallori               | 1 de maio de 1910 | bronze granito                         | Monument to Giuseppe Garibaldi (São Paulo)                                         | giuseppe_garibaldi                          | 627                        |
|        | Moça no espelho                                                                    | Bruno Giorgi                 |                   | bronze                                 |                                                                                    | moca_no_espelho                             |                            |
|        | O Menino e o Peixe                                                                 | G. Giorgio Filho             |                   | mármore                                | O Menino e o Peixe                                                                 | o_menino_e_o_peixe                          | 94                         |
|        | OC                                                                                 | Caciporé Torres              |                   | aço                                    | OC (Jardim da Luz)                                                                 | oc                                          |                            |
|        | Oração                                                                             | Karoly Pichler               |                   | ferro                                  | Oração (Jardim da Luz)                                                             | oracao                                      |                            |
|        | Passado Presente Pietá                                                             | Nair Kremer                  | 1984              | aço Lâmpada de néon                    | Passado Presente Pietá                                                             | passado_presente_pieta                      | 99                         |
|        | Pincelada Tridimensional                                                           | Marcello Nitsche             |                   | ferro poliuretano                      | Pincelada Tridimensional                                                           | pincelada_tridimensional                    |                            |
|        | Piramidal 34                                                                       | Ascânio MMM                  |                   | alumínio                               | Piramidal 34                                                                       | piramidal_34                                |                            |
|        | Placa Marco                                                                        |                              |                   | granito                                | Placa Marco                                                                        | placa_marco                                 |                            |
|        | Planta                                                                             | Nicolas Vlavianos            |                   | aço                                    |                                                                                    | planta                                      |                            |
|        | Sem Título (Elisa Bracher)                                                         | Elisa Bracher                |                   | madeira                                | Sem título (Elisa Bracher/Jardim da Luz)                                           | sem_titulo_elisa_bracher                    |                            |
|        | Sem Título (Ângelo Venosa)                                                         | Angelo Venosa                |                   | aço                                    | Sem título (Ângelo Venosa)                                                         | sem_titulo_angelo_venosa                    |                            |
|        | Sem título (Amilcar de Castro - Parque da Luz)                                     | Amilcar de Castro            |                   | aço                                    | Sem título (Amilcar de Castro/Jardim da Luz) 02                                    | sem_titulo_amilcar_de_castro__parque_da_luz |                            |
|        | Sem título (Amilcar de Castro/Pq da Luz)                                           | Amilcar de Castro            |                   | aço                                    | Sem título (Amilcar de Castro/Jardim da Luz) 01                                    | sem_titulo_amilcar_de_castropq_da_luz       |                            |
|        | Sem título (Arthur Lescher)                                                        | Artur Lescher                |                   | aço                                    | Sem título (Artur Lescher)                                                         | sem_titulo_arthur_lescher                   |                            |
|        | Sem título (Carlito Carvalhosa)                                                    | Carlito Carvalhosa           |                   | cimento                                | Sem título (Carlito Carvalhosa)                                                    | sem_titulo_carlito_carvalhosa               |                            |
|        | Sem título (Caíto)                                                                 | Caíto                        |                   | aço                                    | Sem título (Caíto/Jardim da Luz)                                                   | sem_titulo_caito                            |                            |
|        | Sem título (Ivens Machado)                                                         | Ivens Machado                |                   | betão armado                           | Sem título (Ivens Machado/Jardim da Luz)                                           | sem_titulo_ivens_machado                    |                            |
|        | Sem título (José Bento)                                                            | José Bento                   |                   | madeira                                |                                                                                    | sem_titulo_jose_bento                       |                            |
|        | Sem título (José Resende/Pq da Luz)                                                | José Resende                 |                   | aço corten granito aço                 | Sem título (José Resende/Jardim da Luz)                                            | sem_titulo_jose_resendepq_da_luz            |                            |
|        | Sem título (Macaparama)                                                            | José de Souza Oliveira Filho |                   | aço                                    | Sem título (Macaparama)                                                            | sem_titulo_macaparama                       |                            |
|        | Sem título (Marcelo Silveira)                                                      | Marcelo Silveira             |                   | madeira alumínio                       | Sem título (Marcelo Silveira)                                                      | sem_titulo_marcelo_silveira                 |                            |
|        | Sem título (Sérvulo Esmeraldo)                                                     | Sérvulo Esmeraldo            |                   | aço                                    | Sem título (Sérvulo Esmeraldo)                                                     | sem_titulo_servulo_esmeraldo                |                            |
|        | The Twinkling Forest (Floresta Cintilante)                                         | Nobuo Mitsunashi             |                   | cerâmica fibra de vidro madeira chumbo | The Twinkling Forest                                                               | the_twinkling_forest_floresta_cintilante    |                            |
|        | Três Jovens                                                                        | Lasar Segall                 |                   | bronze                                 | Três Jovens                                                                        | tres_jovens                                 |                            |
|        | Vôo do Pássaro                                                                     | Liuba Wolf                   |                   | bronze                                 | Vôo do Pássaro                                                                     | voo_do_passaro                              |                            |
|        | À procura da luz                                                                   | Maria Martins                |                   | bronze                                 | À Procura da Luz                                                                   | a_procura_da_luz                            | 39                         |